# Tempevölgy
A Tempevölgy 2009-től megjelenő negyedéves irodalmi, kulturális, művészeti és tudományos folyóirat.

## Története
A 2009-ben útjára indított folyóirat neve Jókai Mórtól származik, aki A magyar tempevölgy című útleírásában a Balaton-felvidéket a görög Tempé-völgyéhez, a muzsák mitológiai otthonához hasonlította. A folyóirat két könyvsorozatot jelentet meg, az egyik a szépirodalmi, irodalomtörténeti tematikájú Tempevölgy könyvek sorozat, a másik a képzőművészeti tematikájú Tempevölgy albumok sorozat.

## Főszerkesztők
- 2009-2015: Praznovszky Mihály
- 2015-: Tóbiás Krisztián

## Szerkesztőség

### A szerkesztőbizottság elnöke
- Cserép László

### Szerkesztők
- Burza Patrícia Kármen
- Filep Sándor
- Rácz Péter

### Főmunkatársak
- Kocsis Zoltán
- Szőcs Géza
- Tomaso Kemény

## További információ
- "Itt a szellem dolgozik" – Beszélgetés Praznovszky Mihállyal, a Tempevölgy című folyóirat főszerkesztőjével, Irodalmi Jelen, 2011. augusztus 17.
- "Vannak kitörési pontok" - Interjú Tóbiás Krisztiánnal, Drót, 2015. október 29.

## Külső hivatkozások
- A Tempevölgy archívuma 2009-2013
- A Tempevölgy folyóirat új honlapja